# Tomo Česen
 (janvier 2013).
Si vous disposez d'ouvrages ou d'articles de référence ou si vous connaissez des sites web de qualité traitant du thème abordé ici, merci de compléter l'article en donnant les références utiles à sa vérifiabilité et en les liant à la section « Notes et références ».
Tomo Česen (né le 5 novembre 1959 à Kranj, alors en Yougoslavie, aujourd'hui en Slovénie), est un alpiniste slovène auteur d'ascensions solitaires dans les Alpes (les faces nord du Cervin, de l'Eiger et des Grandes Jorasses en hivernale) et en Himalaya (notamment en 1990 la face sud du Lhotse), aussi spectaculaires que controversées. En 1990, il a été nommé sportif slovène de l'année.

## Ascensions solitaires
- 1986 : les trois faces nord du Cervin, de l'Eiger et des Grandes Jorasses  en hivernale, en une semaine
- 1986 : première de l'éperon sud-est du K2 (surnommé la « magic line »)
- 1987 : seconde ascension de No Siesta (ouverte par Stanislav Gledjura et Jan Porvaznik, du 21 au 23 juillet 1986 ; 1 200 m, 6b/A2, 90º) en face nord des Grandes Jorasses en 14 h 0 du 29 au 30 septembre
- 1988 : seconde ascension du Crna Zajeda (« Dièdre noir ») au Tavinik dans les Alpes juliennes, en été, suivie de la troisième et première hivernale, en huit heures
- 1989 : première hivernale des Temps modernes à la Marmolada (800 m, 6b+), en sept heures ; solitaire hivernale de la Gabarrou-Long au Pilier Rouge du Brouillard du mont Blanc
- 1989 : première de la face nord du Jannu (aussi appelé Khumbakharna, 7 710 m) : 2 800 m, 6b/A2, 90º, en 23 heures
- 1990 : première de la face sud du Lhotse, en 64 heures (dont 46 pour l'ascension), alors considérée comme le « dernier grand problème » de l'Himalaya

### Polémiques
La troisième ascension déclarée de No Siesta fut réalisée par l'alpiniste français François Marsigny avec Olivier Larios en 1996, en trois jours. Une cordée russe la gravit en 1998 en un jour et demi. Une solitaire fut effectuée par Patrice Glairon-Rappaz, en trois jours en juin 2000. Marsigny affirma ne pas croire à l'ascension de Česen.
Dès 1990, l'ascension du Lhotse commença à être mise en doute, notamment par une équipe russe, qui avec des moyens lourds (cordes fixes, oxygène), amena S. Bershov et W. Karatajev au sommet le 10 octobre 1990,, une polémique qui ne faiblit pas lorsque Cesen fut accusé d'utiliser des photos appartenant à une autre expédition pour évoquer sa réussite. L'Himalayan Database, qui répertorie les ascensions au Népal, classe l'atteinte du sommet en « contestée ».

#### Ouvrages
- Tomo Česen, Solo, 1991
- Reinhold Messner, Free Spirit, 1991
- Mark Twight, Kiss Or Kill : Confessions of a Serial Climber, Mountaineers Books, 2002 (lire en ligne) My way : a short talk to Tomo Česen p. 62-73
- Greg Child, Postcards from the Ledge, Mountaineers Books, 2000, Burden of proof : the Tomo Česen affair p. 150-169 (lire en ligne) - édition française Cartes postales de la vire Guérin

#### Articles
- (en) Tomo Česen, « Khumbakharna - My way » American Alpine Journal, 1990, vol. 32 no 64 (lire en ligne)
- (en) Tomo Česen, « Lhotse's South Face » American Alpine Journal, 1991, vol. 33 no 65 (lire en ligne)
- Mario Colonel, « Tomo Česen », Alpirando no 134, juillet-août 1990
- Sylvain Jouty, « La rumeur et l'exploit », Alpirando no 138, décembre 1990
- Guy Chaumereuil, « Tomo Česen vous salue bien » Montagnes Magazine no 127, juin 1990
- Ivano Ghirardini, lettres dans Montagnes Magazine no 133, janvier 1991 et dans Alpirando no 140, février 1991
- Michel Raspaud, « La mise en spectacle de l'alpinisme », Communications, 67, 1998. « Le spectacle du sport », p. 165-178. (lire en ligne)